# Pimpalation
Pimpalation ist ein Album des US-amerikanischen Rappers Pimp C. Es erschien am 11. Juni 2006 über das Label Rap-A-Lot Records. Das Album wurde in den Vereinigten Staaten mit einer Goldenen Schallplatte ausgezeichnet.

## Hintergrund
Nach einer dreijährigen Haftstrafe wegen Waffenbesitzes, wurde Pimp C Ende Dezember 2005 aus der Haft entlassen. Im Anschluss daran begannen die Arbeiten für die Compilation Pimpalation sowie dem UGK-Album Underground Kingz. Pimpalation entstand dabei für das Label Rap-A-Lot Records, dessen Gründer J.Prince dem Rapper zur Haftentlassung einen Bentley geschenkt hatte. Underground Kingz wurde später über Jive Records veröffentlicht, da nach Dirty Money ein weiteres Album zur Vertragserfüllung nötig war. Die Veröffentlichung von Pimpalation diente, neben der Vorstellung des neuen Materials des Rappers, zur Präsentation der bei Pimp Cs Label Trill Entertainment unter Vertrag stehenden Künstler.

## Titelliste
| CD 1 | CD 2 (Chopped & Screwed by Michael 5000 Watts) |
| --- | --- |
| 1. The Pimp Is Free – 1:11 2. I'm Free – 3:59 3. Knockin' Doorz Down (feat. P.O.P und Lil' Keke) – 4:24 4. Rock 4 Rock (feat. Scarface, Willie D und Bun B) – 5:31 5. Pourin' Up (feat. Mike Jones und Bun B) – 4:48 6. The Honey (feat. Jazze Pha, Jody Breeze und Tela) – 4:33 7. Gitcha Mind Right (feat. Cory Mo und Bun B) – 3:38 8. I Don't Fuck Wit U (feat. Vicious und Smoke D) – 3:34 9. Working The Wheel (feat. Slim Thug) – 4:57 10. Bobby And Whitney (feat. 8 Ball & MJG) – 3:43 11. Like That (Remix) (feat. Webbie und Lil' Boosie) – 4:00 12. Cheat On Yo Man (feat. Suga und Mannie Fresh) – 4:16 13. Havin' Thangs '06 (feat. Big Mike) – 2:52 14. Overstand Me (feat. Trae und Chamillionaire) – 4:26 15. On Your Mind (feat. Jagged Edge, Big Zak, Ali und Gipp) – 5:31 16. I Miss U (feat. Z-Ro und Tanya Herron) – 5:26 17. Outro – 2:56 | 1. The Pimp Is Free 2. I'm Free 3. Knockin' Doorz Down 4. Rock 4 Rock 5. Bobby And Whitney 6. Overstand Me 7. Havin' Thangs '06 8. Like That (Remix) 9. On Your Mind 10. Cheat On Yo Man 11. The Honey 12. Working The Wheel 13. Pourin' Up 14. I Miss U 15. Gitcha Mind Right 16. Outro |

## Gastbeiträge
Auf Pimpalation sind eine Vielzahl US-amerikanischer Gastrapper vertreten. Neben dem Intro und dem Outro, gibt es lediglich einen regulären Titel, der von Pimp C alleine vorgetragen wird. Auf drei Liedern ist der Texaner Bun B zu hören. Der Rapper, der mit Pimp C die Formation UGK bildet, war an der Entstehung der Stücke Rock 4 Rock, Pourin' Up und Gitcha Mind Right beteiligt.
Eine Vielzahl weitere vertretener Rapper stammen aus Houston, der größten Stadt Texas. Zu diesen gehören Lil Keke, der neben P.O.P. auf Knockin' Doorz Down zu hören ist, Scarface und Willie D, die Gastbeiträge auf Rock 4 Rock haben, Mike Jones, der auf Pourin' Up auftritt, Slim Thug, mit welchem Pimp C den Titel Working The Wheel aufnahm, sowie Trae und Chamillionaire, die an der Entstehung von Overstand Me beteiligt waren, und Z-Ro, der gemeinsam mit Tanya Herron auf I Miss U zu hören ist.
Auf The Honey ist der Rapper und Musikproduzent Jazze Pha sowie Jody Breeze und Tela zu hören. Weitere Beiträge wurden von dem Hip-Hop-Duo 8Ball & MJG (Bobby And Whitney), den bei Trill Entertainment unter Vertrag stehenden Webbie und Lil Boosie (Like That (Remix)), dem aus New Orleans stammenden Rapper Big Mike (Havin' Thangs '06) sowie dem Rap-Duo Ali & Gipp, die zusammen mit Jagged Edge und Big Zak das Stück On Your Mind beigetragen haben, Suga und Mannie Fresh (Cheat On Yo Man), Vicious und Smoke D (I Don't Fuck Wit U) und Cory Mo (Gitcha Mind Right) beigesteuert.

## Singles
Drei Titel des Albums wurden als Singles ausgekoppelt. Die erste Single ist dem Stück I'm Free zuzuordnen. Für das Lied wurde der Titel Free Fallin’ des Sängers Tom Petty gesamplet. Die zweite Single entstand zu dem Stück Knockin' Doorz Down. Das dazugehörige Video wurde unter der Regie von Benny Mathews gedreht und enthält Kurzauftritte von Rappern wie Lil Flip, Mike Jones, Trae, Bun B und J. Prince. Als dritte Singleauskoppelung wurde der Titel Pourin' Up gewählt.

## Rezeption

### Erfolg
Pimpalation konnte in den US-amerikanischen Billboard 200-Charts Platz 3 erreichen. Im August 2007 wurde das Album mit der Goldenen Schallplatte ausgezeichnet.
Die Redaktion des US-amerikanischen Magazins Rolling Stone votierte Pimp Cs Single I'm Free in ihrer jährlichen Liste der 100 Best Songs auf Platz 80 der besten Stücke des Jahrs 2006.
2007 wurde das Video zum Stück Knockin' Doorz Down bei der jährlichen Preisverleihung des Ozone Magazine in der Kategorie Best Video nominiert.

### Kritik
Das Magazin Rolling Stone wertete Pimpalation mit 2,5 von möglichen fünf Bewertungspunkten. In der Rezension wird die Vorfreude, die in den vier Jahren zuvor durch den Slogan Free Pimp C, auf den Tonträger entstanden ist, aufgegriffen. Diese wird durch das Stück I'm Free erfüllt. Der Rest des Albums dagegen kann den Erwartungen nicht standhalten.
Auch das Stylus Magazine steht dem Album eher negativ gegenüber. So werden die fehlenden Solo-Lieder des Rappers kritisiert und der Tonträger als zu langweilig, um in Erinnerung zu bleiben, bezeichnet.
Das deutsche Hip-Hop-Magazin Juice vergab 3,5 von möglichen sechs „Kronen“ an Pimpalation. In der Wertung wird die Compilation als „stimmiges Houston-Mixtape mit einigen Höhepunkten“ bezeichnet. Negativ empfindet die Redaktion die zahlreichen Gastrapper, die, bezogen auf die lyrische Komponente der Lieder, eine bessere Leistung bringen als Pimp C. Im Gegensatz zum Rolling Stone wird das Stück I'm Free negativ gewertet und als „glatter Ausfall“ bezeichnet. Dies wird vor allem auf die Wahl des Samples von Tom Petty bezogen. Als Höhepunkt wird der Titel Understand me hervorgehoben. Dieser wird sowohl in lyrischer Hinsicht als auch bezogen auf das Instrumental positiv kritisiert.